# Kamensko, Nikšić
Kamensko este un sat din comuna Nikšić, Muntenegru. Conform datelor de la recensământul din 2003, localitatea are 40 de locuitori (la recensământul din 1991 erau 74 de locuitori).

## Demografie
În satul Kamensko locuiesc 40 de persoane adulte, iar vârsta medie a populației este de 54,6 de ani (55,5 la bărbați și 53,6 la femei). În localitate sunt 13 gospodării, iar numărul mediu de membri în gospodărie este de 3,08.
Populația localității este foarte eterogenă. 
|  |

| Demografie | Demografie | Demografie |
| An         | Locuitori  | Locuitori  |
| ---------- | ---------- | ---------- |
|            |            |            |
|            |            |            |
|            |            |            |
|            |            |            |
| 1948       | 226        |            |
| 1953       | 190        |            |
| 1961       | 211        |            |
| 1971       | 142        |            |
| 1981       | 76         |            |
| 1991       | 74         | 74         |
| 2003       | 40         | 40         |

| \| Componența etnică conform recensământului din 2003[2] \| Componența etnică conform recensământului din 2003[2] \| Componența etnică conform recensământului din 2003[2] \| Componența etnică conform recensământului din 2003[2] \| Componența etnică conform recensământului din 2003[2] \| \| ----------------------------------------------------- \| ----------------------------------------------------- \| ----------------------------------------------------- \| ----------------------------------------------------- \| ----------------------------------------------------- \| \| \| \| \| \| \| \| Muntenegreni \| Muntenegreni \| \| 19 \| 47,5% \| \| Sârbi \| Sârbi \| \| 16 \| 40% \| \| Iugoslavi \| Iugoslavi \| \| 5 \| 12,5% \| \| necunoscută \| necunoscută \| \| 0 \| 0% \| |              |  |    |       |
| Componența etnică conform recensământului din 2003 |              |  |    |       |
| |              |  |    |       |
| Muntenegreni | Muntenegreni |  | 19 | 47,5% |
| Sârbi | Sârbi        |  | 16 | 40%   |
| Iugoslavi | Iugoslavi    |  | 5  | 12,5% |
| necunoscută | necunoscută  |  | 0  | 0%    |